# 鋼弩

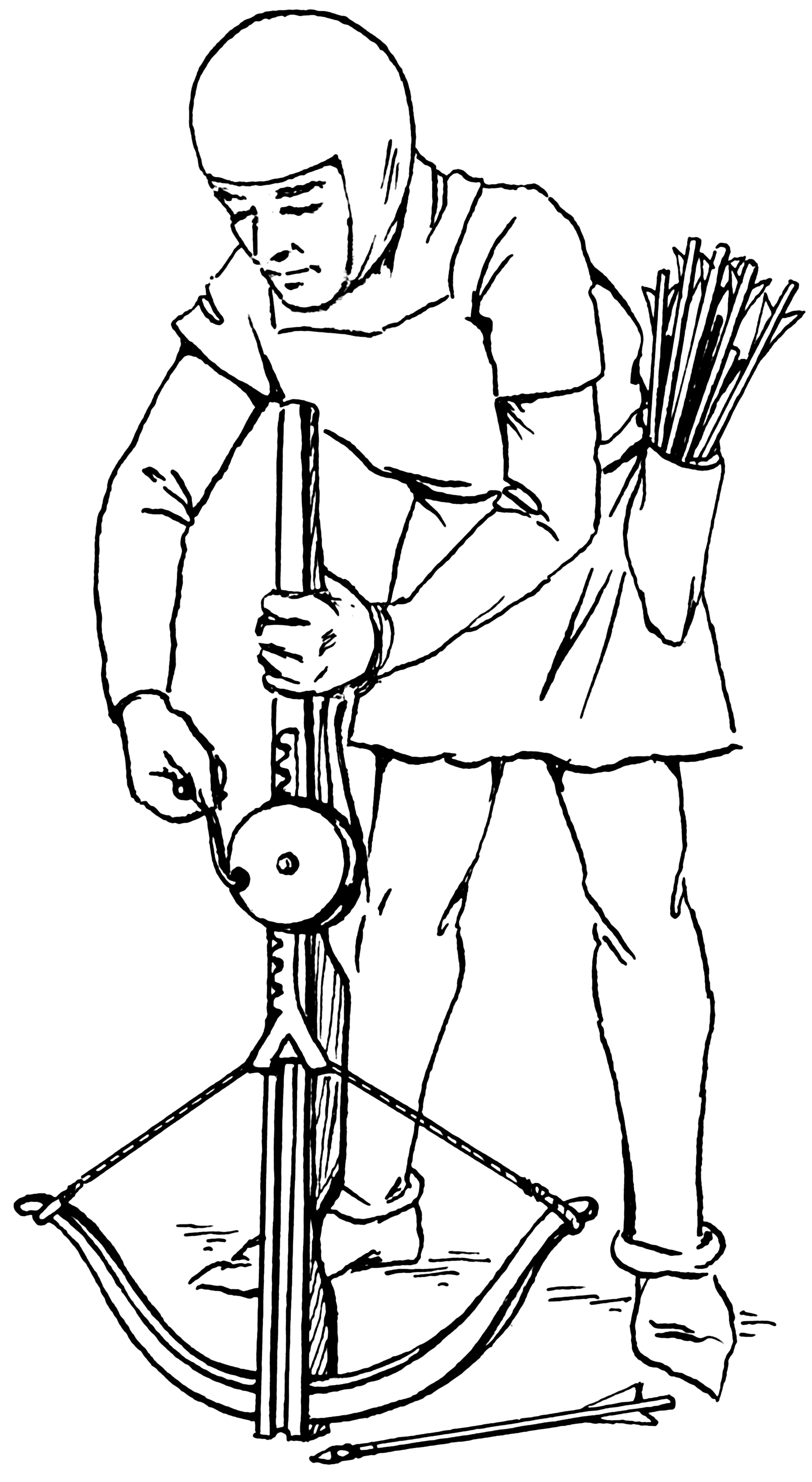
鋼弩

鋼弩（英語：Arbalest/Arblast）是中世紀後期出現在歐洲的一種大型弩，其比早期的弩尺寸上大上許多，弓身部分亦採用延展性更高的精鋼，導致其力道大幅提升。最強力的滑輪式鋼弩準確射程達300公尺以上，射力可達2.2噸（約4945.8磅力），而最好的長弓大約也只有900牛頓。老練的鋼弩手可以每分鐘射出兩支箭。中世紀的歐洲人認為鋼弩是不高尚的武器，因為其毋須太多訓練即可使用上手，適合基層農民兵使用，亦威力奇大可輕易貫穿最厚的板甲，導致即使一個沒有什麼經驗的農民弩手亦能輕鬆一箭射死一個裝備精良畢生習武的騎士。